# Ockelbo distrikt
Ockelbo distrikt är ett distrikt i Ockelbo kommun och Gävleborgs län. Distriktet ligger omkring Ockelbo i nordvästra Gästrikland. 

## Tidigare administrativ tillhörighet
Distriktet inrättades 2016 och utgörs av en del av Ockelbo socken i Ockelbo kommun.
Området motsvarar den omfattning Ockelbo församling hade 1999/2000 och fick 1797 efter utbrytning av Åmots församling.

## Tätorter och småorter
I Ockelbo distrikt finns en tätort och sex småorter.

### Tätorter
- Ockelbo

### Småorter
- Gammelfäbodarna
- Jädraås
- Mo
- Stenbäcken
- Ulvsta
- Åbyggeby